# Scheidelberger Woog
Der Scheidelberger Woog ist ein Naturschutzgebiet im Landkreis Kaiserslautern in Rheinland-Pfalz. Das Gebiet umfasst Teile der Gemeinden Hütschenhausen und Bruchmühlbach-Miesau. Durch den Woog (stehendes Gewässer) fließen der Glan und der Schwarzbach.
Durch die Unterschutzstellung soll das Bruchgebiet der westpfälzischen Moorniederung „mit seinen Mooren, Torfstichen, Feucht-und Nasswiesen, Röhrichten, Schilfwiesen, Feldrainen, Erlen- und Birkenwäldern, Viehweiden, Großseggenriede, Bächen, Gräben- und Uferpartien, Tümpel, Teichen und Weiher als Standorte typischer und seltener wildwachsender Pflanzenarten und als Lebens-und Teillebensräume der typischen sowie seltenen in ihrem Bestand bedrohten Tierarten und der entsprechenden Lebensgemeinschaften“ erhalten werden.